# Encyclia bocourtii
Encyclia bocourtii är en orkidéart som beskrevs av Múj.Benítez och Franco Pupulin. Encyclia bocourtii ingår i släktet Encyclia och familjen orkidéer. Inga underarter finns listade i Catalogue of Life.